# Havenspoorlijn Moerdijk
De Havenspoorlijn Moerdijk is een goederenspoorlijn die vanuit Lage Zwaluwe naar de haven van Moerdijk loopt.

## Geschiedenis
De lijn is in de jaren 70 van de twintigste eeuw tegelijk met de haven aangelegd.
De maximumsnelheid op de lijn bedraagt 40 km/u.

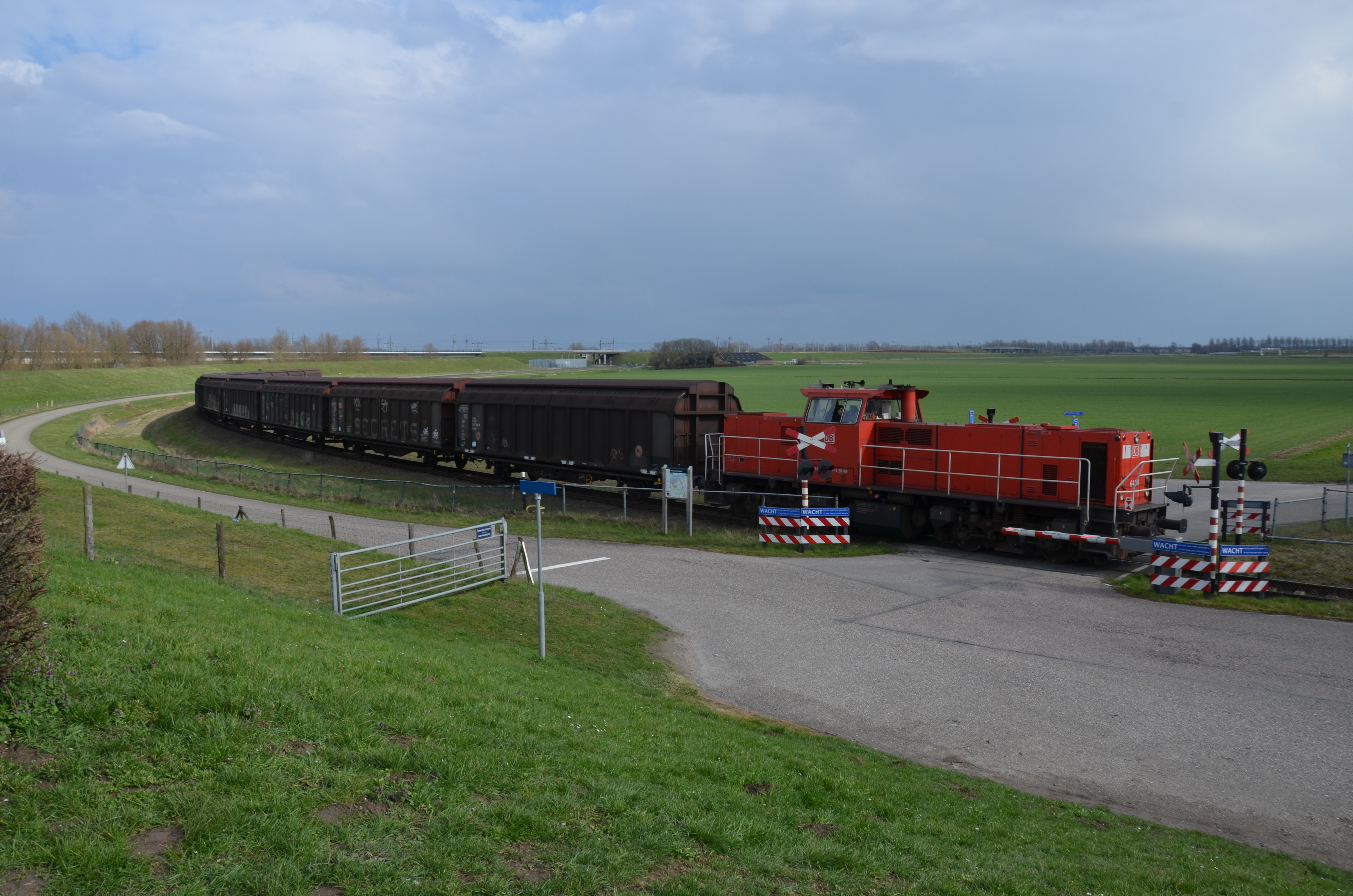
Locomotief 6434 over de Havenspoorlijn, nabij de Moerdijkbruggen.